# Santomera
Santomera er en by og kommune i det sydøstlige Spanien i Murcia-regionen. Den har et indbyggertal på 16.320 (2024) indbyggere.